# Danka-patak
A Danka-patak a Mátrában ered, Gyöngyöspata város északi határában, Heves vármegyében, mintegy 710 méteres tengerszint feletti magasságban. A patak forrásától kezdve délnyugati irányban halad, majd Gyöngyöspatánál éri el a Rédei-Nagy-patakot.

## Part menti települések
A Danka-patak partján fekvő Gyöngyöspata városában több, mint 2500 fő él.